# Онтлипт
Онтлипт (фр. Anthelupt) насеље је и општина у североисточној Француској у региону Лорена, у департману Мерт и Мозел која припада префектури Линевил.
По подацима из 2011. године у општини је живело 446 становника, а густина насељености је износила 57,03 становника/km². Општина се простире на површини од 7,82 km². Налази се на средњој надморској висини од 300 метара (максималној 313 m, а минималној 221 m).

## Демографија
| 1962. | 1968. | 1975. | 1982. | 1990. | 1999. | 2011. |
| ----- | ----- | ----- | ----- | ----- | ----- | ----- |
| 301   | 295   | 294   | 392   | 406   | 430   | 446   |

График промене броја становника у току последњих година